# آرامگاه امامزاده زکریا
آرامگاه امامزاده زکریا مربوط به دوره قاجار است و در شهرستان قائم شهر، بخش مرکزی، روستای واسکس واقع شده و این اثر در تاریخ ۲۴ اسفند ۱۳۸۳ با شمارهٔ ثبت ۱۱۶۸۵ به‌عنوان یکی از آثار ملی ایران به ثبت رسیده‌است.